# Occidozyga borealis
Occidozyga borealis és una espècie de granota que viu a Bangladesh, Bhutan, Índia i, possiblement també, a la Xina i Myanmar.
Està amenaçada d'extinció per la pèrdua del seu hàbitat natural.